# 內拉岩
內拉岩（英語：Nella Rock），是南極洲的岩石，位於麥克羅伯特森地，處於霍姆灣入口處，是卡諾帕斯岩以西2公里和漢森岩西南面2海里，現時由南極條約體系管理。